# Амина Беговић
Амина Беговић (4. јул 1963, Сарајево) босанскохерцеговачка је глумица.

## Биографија
Амина Беговић је рођена 4. јула 1963. године у Сарајеву. Прву Представу је одиграла 1979. године, а седам година касније је завршила на Академији сценских уметности у Сарајеву. Добитница је годишње награде АСУ за улогу Марије у представи „Марија се бори са анђелима”. Стална је чланица Народног позоришта Сарајево од 1994. године. Глумила је у многим представама попут „Хамлет у селу Мрдуша Доња”, „Краљево”, „Омер са начвама”, „Бијесни Орландо”, „Луда лова”, „Мјера за мјеру”, „Први пут са оцем за изборе” и многим другим. Такође сарађује и са другим сарајевским позориштима.
Глумила је у многобројним филмовима и серијама попут Савршени круг, Кудуз, Тешко је бити фин и Виза за будућност. Обиљежила је 40 година каријере у представи своје ћерке Сабрине Беговић-Ћорић „Породични портрет”.

## Филмографија
| Год.          | Назив                         | Улога                          |
| ------------- | ----------------------------- | ------------------------------ |
| 1980.-е       |                               |                                |
| 1989.         | Кудуз                         |                                |
| 1990.-е       |                               |                                |
| 1991.         | Празник у Сарајеву            |                                |
| 1991.         | Брачна путовања               |                                |
| 1997.         | Савршени круг                 | Гордана                        |
| 2000.-е       |                               |                                |
| 2001.         | Лист (филм)                   | Енесова мајка                  |
| 2002-2006.    | Виза за будућност             | Софија Цегер                   |
| 2005.         | Go West                       | Жена убијеног                  |
| 2006.         | Слуњска брда - живот или смрт | Самира                         |
| 2007.         | Тешко је бити фин             | Комшиница                      |
| 2007.         | Ритам живота                  | Ханина мајка                   |
| 2010-е        |                               |                                |
| 2008. - 2012. | Луд, збуњен, нормалан         | Чистачица, Алма, инструкторица |
| 2010.         | Јасмина                       | Касирка                        |
| 2011.         | Едина (кратки филм)           | Мајка                          |
| 2011.         | Акумлатор (кратки филм)       | Жена                           |
| 2012.         | Summer                        |                                |